# El Capurí
Capurí è un comune (corregimiento) della Repubblica di Panama situato nel distretto di Los Pozos, provincia di Herrera. Si estende su una superficie di 18,3 km² e conta una popolazione di 446 abitanti (censimento 2010).